# Bogata, Mureș
Bogata (în trecut Bogata de Mureș; în maghiară Marosbogát) este satul de reședință al comunei cu același nume din județul Mureș, Transilvania, România.

## Istoric
Satul Bogata este atestat documentar în anul 1295.
Pe Harta Iosefină a Transilvaniei din 1769-1773 (Sectio 141), localitatea apare sub numele de „Maros Bogat”.
În 1850 satul avea 1.813 locuitori, dintre care 820 români, 820 maghiari, 143 țigani și 30 din alte etnii.

## Localizare
Localitatea este situată pe râul Mureș și pe linia ferată Târgu-Mureș - Luduș - Războieni.

## Populație
Conform Recensământului din anul 2022 populația localității era de 1.531 locuitori în scădere față de datele de la ultimul recensământ când populația localității era de 1.681 locuitori. 

## Obiective turistice
- Biserica reformată, reconstruită în 1859 când își capătă forma actuală. În zidurile bisericii se găsesc cărămizi ștampilate cu sigla Legiunii a V-a Macedonica.[3]
- Groapa comună a Eroilor Români din Al Doilea Război Mondial este amplasată în curtea bisericii ortodoxe și a fost amenajată în anul 1945. În această groapă sunt înhumați 30 eroi cunoscuți și 14 eroi necunoscuți.

## Personalități
- István Halmágyi (1897-1987), artist, sculptor[4]
- Kristóf Szongott (1843-1907), istoric, specialist în armenologie
- Iuliu Moldovan (1882-1966), medic, membru corespondent al Academiei Române

## Imagini

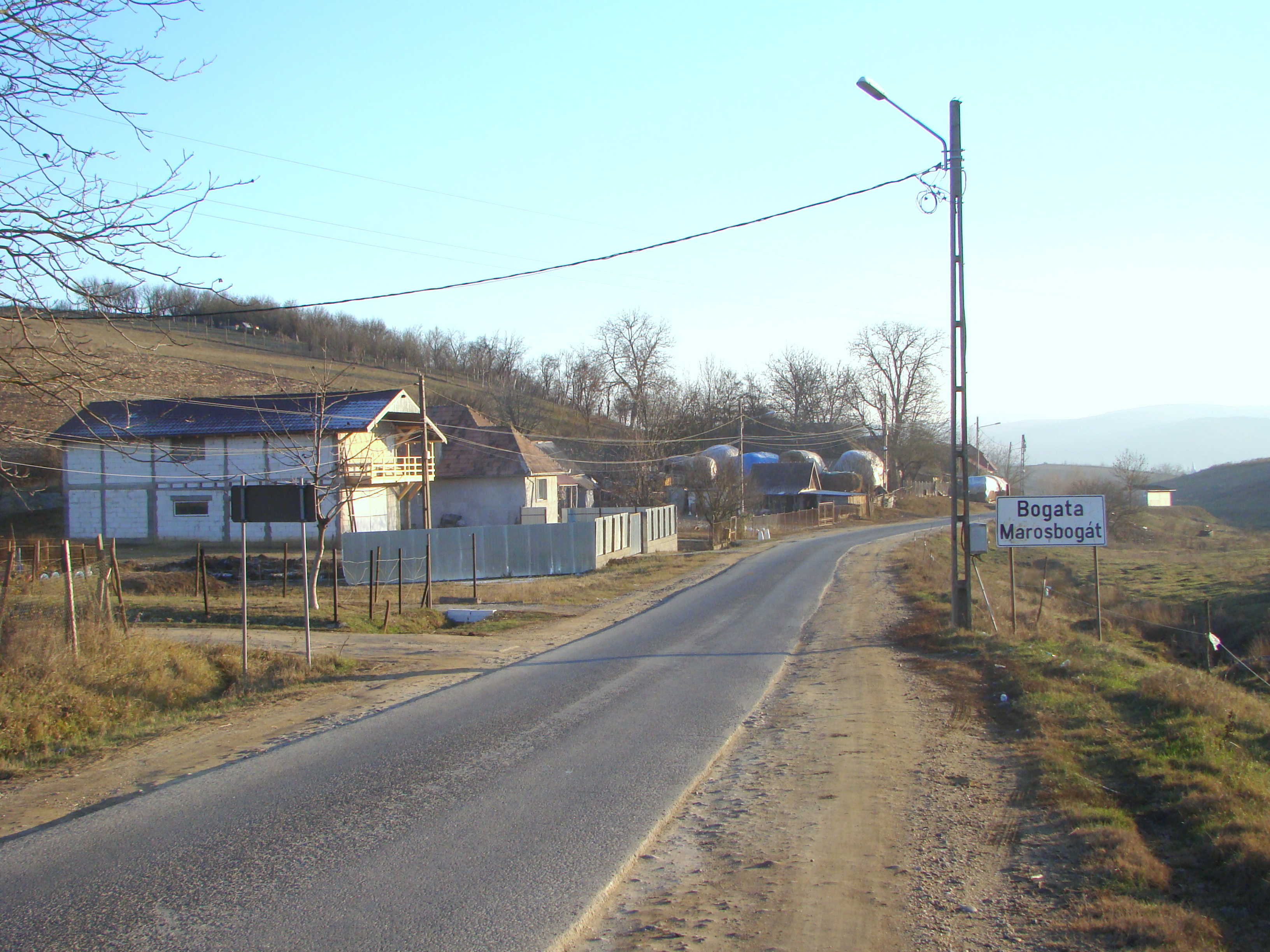
Intrarea în localitate
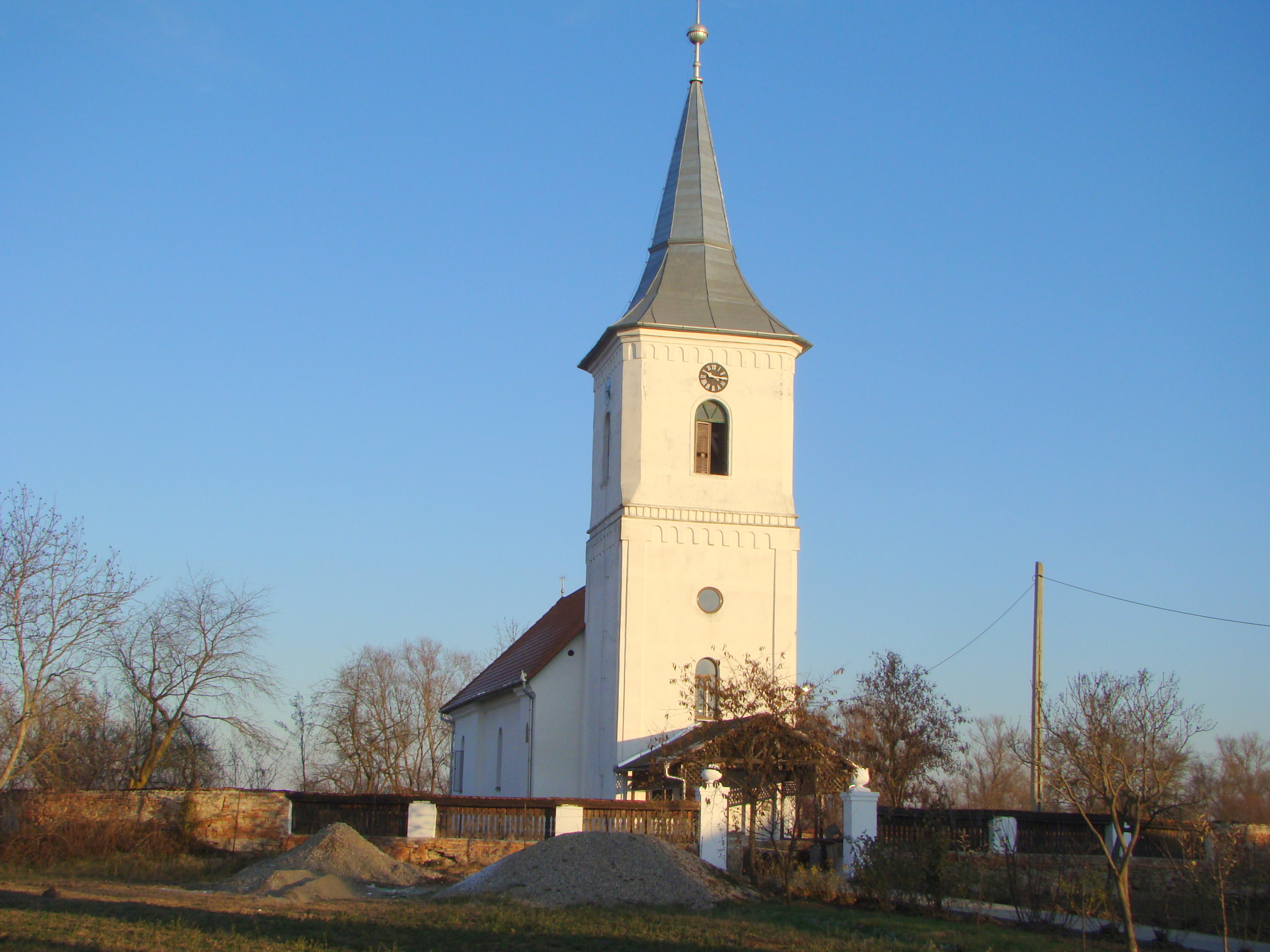
Biserica reformată
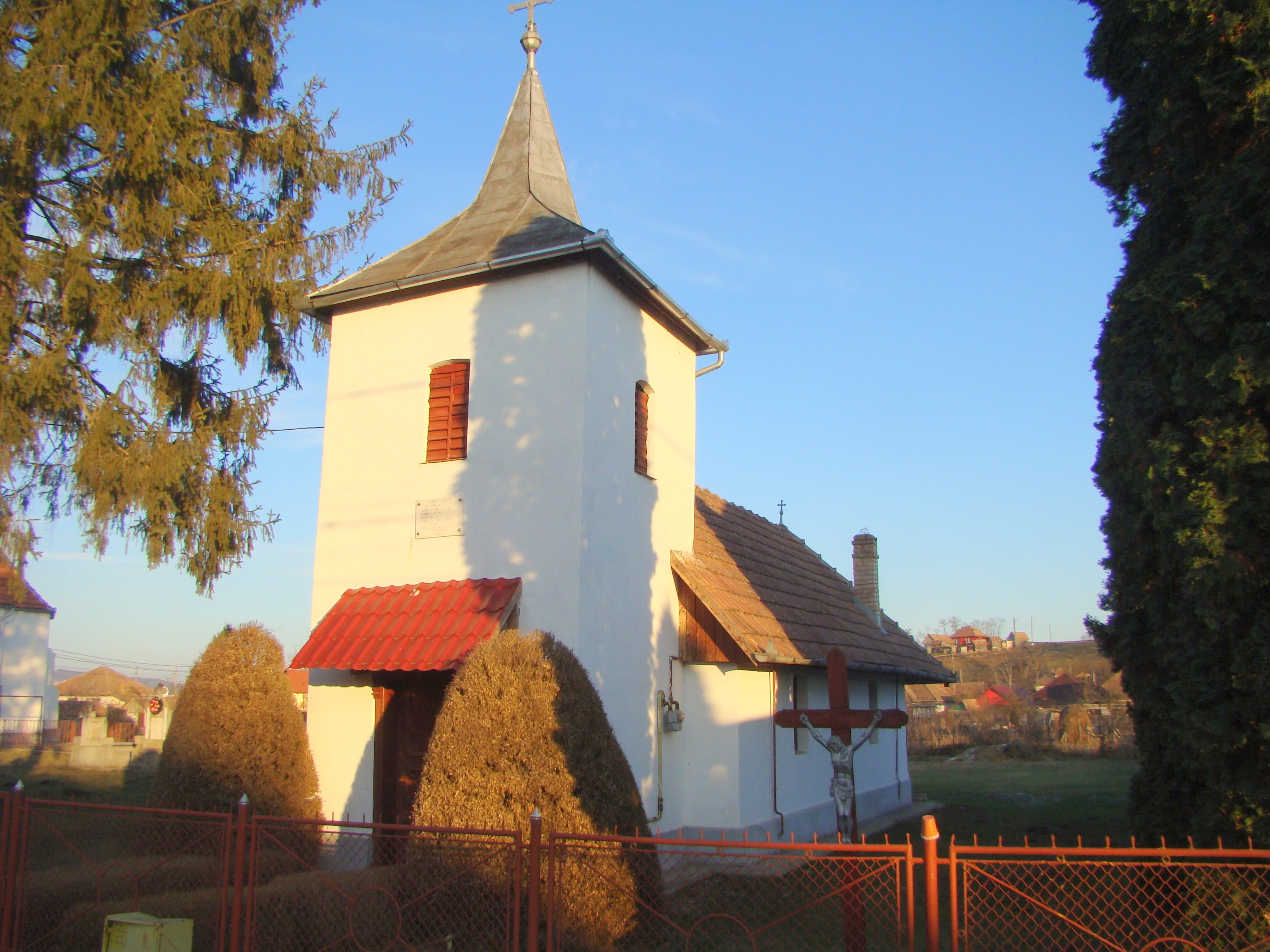
Biserica romano-catolică „Tereza cea Mică”
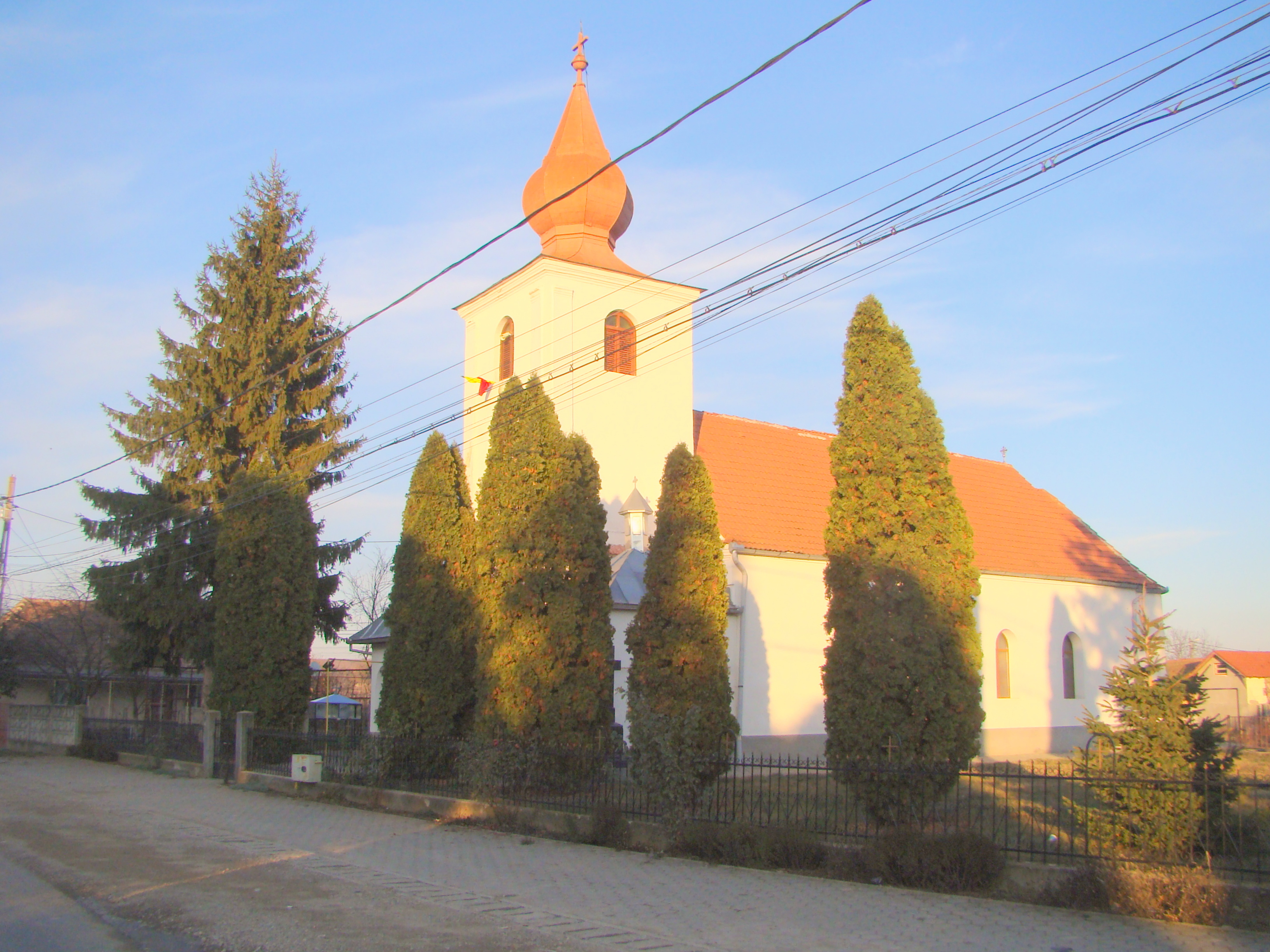
Biserica ortodoxă
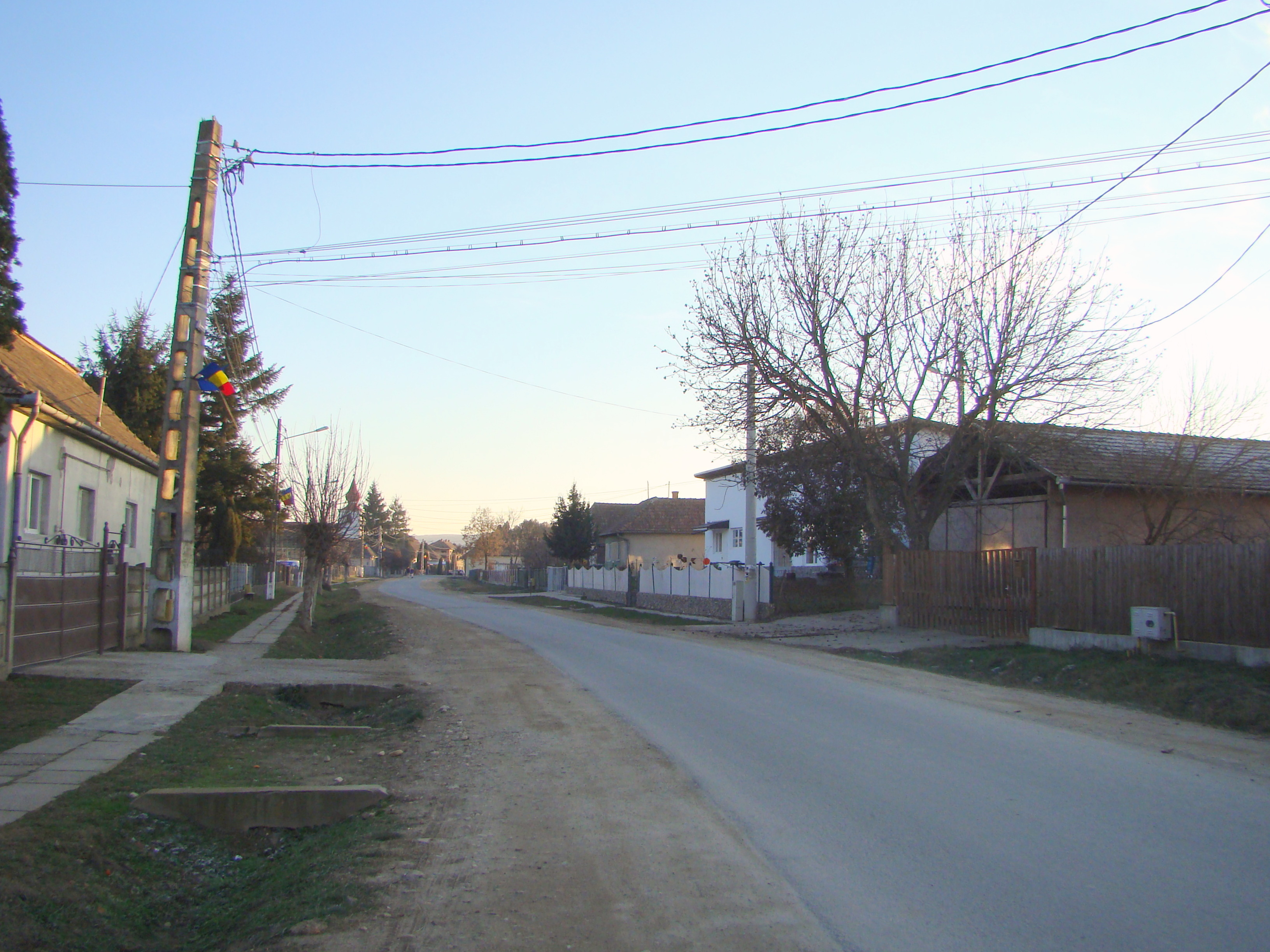
Strada principală